# Marianne Williamson
Marianne Deborah Williamson, född 8 juli 1952 i Houston, Texas, är en amerikansk andlig föreläsare och författare. Hennes författarbana inleddes i början av 1990-talet efter att hon under 1980-talet gjort sig känd internationellt som uttolkare av det andliga självhjälpsprogrammet A Course in Miracles. Marianne Williamson var dessutom en progressiv presidentkandidat för demokraterna inför presidentvalet i USA 2020. Hon avslutade sin presidentkampanj den 10 januari 2020.
Den 4 mars 2023 meddelade hon att hon ställer upp i presidentvalet i USA 2024.

## Biografi
Williamson växte upp som det yngsta av tre syskon i en judisk familj i Houston, Texas. I Kalifornien studerade hon filosofi och teater i två år, innan hon flyttade till New York för att under 1970-talet arbeta som kabaretsångerska. 1979 återvände hon till Houston och öppnade en andlig bokhandel. Hon blev också en internationellt känd uttolkare av det andliga självhjälpsprogrammet A Course in Miracles, som hon började föreläsa om 1983. Utgående från detta debuterade hon som författare 1992 med A Return to Love (utgiven på svenska som Åter till kärleken) och intervjuades samma år i Oprah Winfrey Show, vilket blev starten för en omfattande spridning av läran och hennes böcker. Hon har skrivit böcker som Illuminata, Everyday Grace och Imagine: What America Could Be in the 21st Century i totalt över 3 miljoner exemplar internationellt.
Under den växande aidsepidemin i slutet av 1980-talet var hon med att starta hjälpcentret Los Angeles Center for Living och grundade 1989 Project Angel Food, som levererar mat till svårt sjuka i Los Angeles. Från slutet av 1990-talet till år 2002 var hon andlig ledare för Renaissance Unitykyrkan i Detroit. År 2004 var hon en av grundarna av Peace Alliance, som verkar för inrättandet av ett ”fredsdepartement” i USA:s styre, och har även startat initiativet Sister Giant för att via bl.a. seminarier förmå fler kvinnor att utifrån en andlig-moralisk grundval satsa på politiska karriärer för en samhällelig förändring." Hon ingår även i styrelsen för Results-organisationen med målet att minska fattigdomen i världen.

## Världsbild, människosyn och politiska ställningstaganden

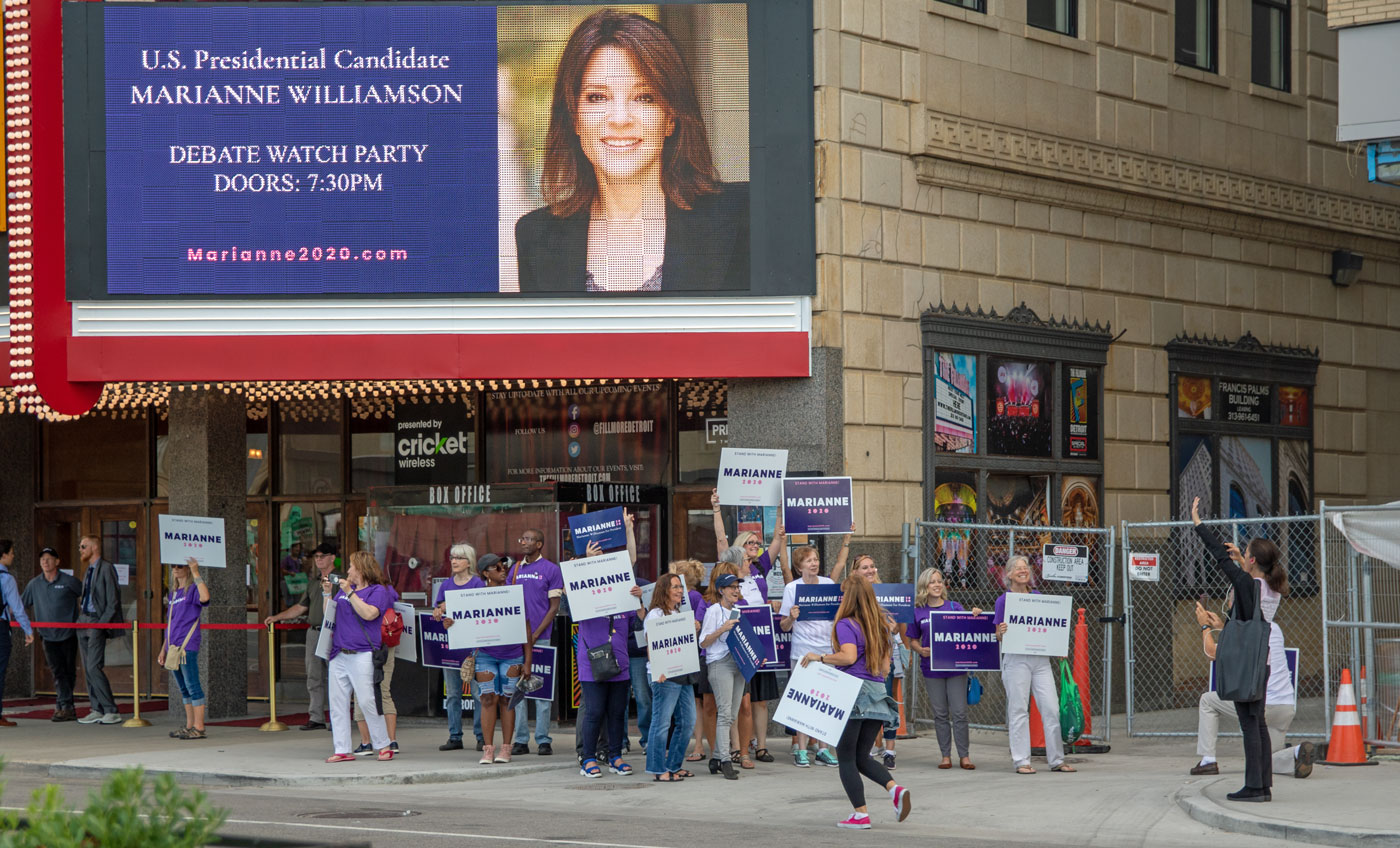
Williamson supporters, 2019

Williamson har i intervjuer förklarat att hennes far var en viktig inspirationskälla för henne då hon som ung utvecklade sina  värderingar. Bland annat tog hennes far med henne till Vietnam mitt under kriget för att hon skulle förstå situationen bättre och så att inte det militärindustriella komplexet skulle påverka henne till att tycka att krig är okej, att det går att rättfärdiga.
A Course in Miracles, utgiven 1975,av författaren Helen Schucman, gjorde också ett stort intryck på Williamson. Hon läste boken passionerat efter flytten till San Francisco i ungdomsåren, och i samband med att hon utvecklade ett intresse för spiritualitet, metafysik och meditation. Hon har också sagt att boken var hennes väg "out of hell", då hon dessförinnan hade en serie olyckliga kärleksförhållanden, drogproblem, nervösa sammanbrott och ändlösa sessioner med terapeuter. I synnerhet fängslades hon av bokens budskap om förlåtelse, särskilt budskapet att man inte kan finna ro i sitt liv utan att förlåta andra."

## Presidentvalskampanjen 2018–2020
Den 2 augusti 2018 rapporterade den brittiska tidningen The Guardian att Marianne Williamson undersökte möjligheten för en kandidatur till det amerikanska presidentvalet 2020. Den 28 januari 2019 meddelade hon formellt sin kandidatur för den demokratiska nomineringen.

### Händelser och utspel
- Den 28 januari 2019 lanserade Williamson officiellt sin presidentvalskampanj under ett tal i Los Angeles med en publik på 2 000 personer.[17][18]

- Den 16 februari 2019 tillkännagav Williamsons kampanjgrupp att de anställt Paul Hodes som kampanjrådgivare i New Hampshire.[19]

- Den 1 maj 2019 meddelades att kampanjen fått donationer från 46 663 unika givare under det första kvartalet 2019. Totalt hade dessa bidragit med 1,5 miljoner dollar. Därmed hade hon klarat det första kravet för att få ställa upp i de första tv-sända debatterna med övriga demokratiska presidentkandidater. Kravet på att få minst 1 procent i tre olika opinionsundersökningar nåddes den 23 maj.[20][21][22]

- Den 18 oktober 2019 gjorde Hillary Clinton ett omtalat inlägg i presidentvalsdebatten. Enligt Clinton höll ryska intressen på att uppvakta en specifik kandidat, nämligen Tulsi Gabbard, i syfte att få henne att ställa upp som Third Party-kandidat och genom detta hjälpa Donald Trump att bli återvald som USA:s president. Williamson gick då ut i medierna till försvar för Tulsi Gabbard.[23][24]

- Den 23 januari 2020, efter att hon själv avslutat sin kampanj, gick Williamson ut med att hon i stället stöder presidentkandidaten Andrew Yang i februari månads viktiga caucus i Iowa. Hon framhöll också att hon ser mycket positivt med Bernie Sanders och Elizabeth Warrens presidentvalskampanjer.

### Donationer
Det tredje kvartalet 2019 fick Williamsons presidentvalskampanj in omkring tre miljoner dollar, varav dock 94 procent spenderades och inte mycket sparades till  2020.